# Chociemyśl
Chociemyśl (deutsch Kotzemeuschel, 1937–45 Dammfeld) ist ein Dorf in der Landgemeinde Kotla (Kuttlau) im Powiat Głogowski der Woiwodschaft Niederschlesien in Polen.

## Geografische Lage
Der Ort liegt ca. zwei Kilometer südwestlich des Hauptortes Kotla und zehn Kilometer nordwestlich der Stadt Głogów (Glogau) an der Grenze zur Woiwodschaft Lebus. Umliegende Ortschaften sind Grochowice (Grochwitz) im Norden, Kotla (Kuttlau) im Nordosten, Kozie Doły (Kosiadel) im Südosten, Ceber (Ziebern Vorwerk) im Süden, Skidniówek (Gut Skeyden) im Südwesten sowie das zur Gemeinde Siedlisko in der Woiwodschaft Lebus gehörende Bielawy im Nordwesten.
Von Chociemyśl aus führt eine Straße zu der drei Kilometer südlich des Ortes verlaufenden Droga wojewódzka 321. Chociemyśl liegt an der inzwischen stillgelegten Bahnstrecke Grodziec Mały–Kolsko, an welcher der Ort über einen Bahnhof verfügte.

## Geschichte
„Cozemyschle“ wurde erstmals im Jahr 1295 im Breslauer Zehntregister Liber fundationis episcopatus Vratislaviensis urkundlich erwähnt.
Nach dem Ersten Schlesischen Krieg fiel Kotzemeuschel 1742 an Preußen. Von 1816 bis 1945 gehörte es zum Landkreis Glogau im Regierungsbezirk Liegnitz.
Dieser Ortsname wurde 1937 im Zuge der Germanisierung zur Zeit des Nationalsozialismus wurde Kotzemeuschel in Dammfeld umbenannt.
Als Folge des Zweiten Weltkriegs fiel Dammfeld 1945 mit dem größten Teil Schlesiens an Polen und wurde in Chociemyśl umbenannt. Die deutschen Einwohner wurden – soweit sie nicht vorher geflohen waren – weitgehend vertrieben. Die neu angesiedelten Bewohner waren teilweise Zwangsumgesiedelte aus Ostpolen, das an die Sowjetunion gefallen war.
Von 1975 bis 1998 gehörte Chociemyśl zur Woiwodschaft Legnica, nach deren Auflösung in Folge einer Gebietsreform kam der Ort zur Woiwodschaft Niederschlesien. Im Jahr 1998 wurde Chociemyśl ein Teil der Landgemeinde Kotla im Powiat Głogowski.